# Willy Müller-Gera

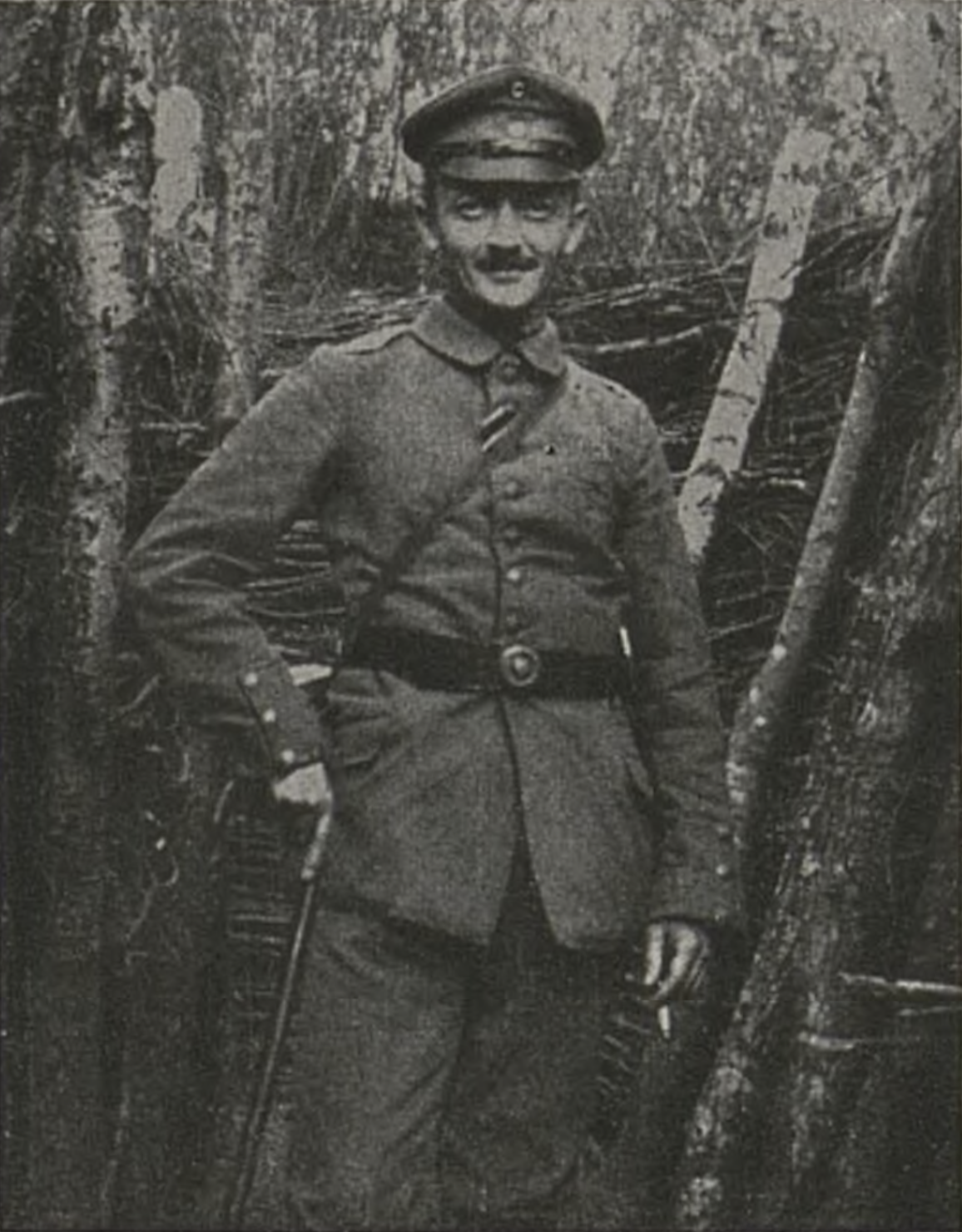
Willy Müller-Gera (1918) – deutscher Maler und Graphiker

Willy Müller-Gera (bürgerlich Wilhelm Paul Müller; * 17. September 1887 in Gera; † 28. Dezember 1981 in Rödental) war ein deutscher Maler und Graphiker.

## Leben
Willy Müller-Gera wurde schon in frühester Jugend von seinem Vater, dem Lithographen und künstlerischen Gestalter von Botanikwerken, Walter Müller, in sein künftiges Metier eingeführt. Schon als Kind lernte er unter seiner Anleitung genaue Naturbeobachtung und exakte Darstellung des Beobachteten. Sein erster Ausbildungsort war die Kunstschule in Weimar. 1907 zog er nach München, wo der Maler Franz von Stuck und der Radierer Peter Halm seine Lehrmeister waren.
Nach Abschluss seiner Studien 1913 arbeitete er als graphischer Gestalter in einer Lübecker Großdruckerei und anschließend in der väterlichen lithographischen Anstalt in Gera, bis er 1915 als Soldat eingezogen wurde. Seine Zeichnungen von den Kriegsschauplätzen in Frankreich und Rumänien wurden in der Leipziger Illustrierten Zeitung gedruckt.
Nach dem Ersten Weltkrieg konnte er als Graphiker bei den Hansa-Werkstätten in Hamburg seine künstlerische Fähigkeit zur Entfaltung technisch komplizierter Strukturen so zur Anschauung bringen, dass sie in ihrer künstlerischen Aussage einen ästhetischen Reiz gewannen. Eine stattliche Anzahl großformatiger Radierungen von Hafenanlagen, Schiffsbauten, Stadtansichten und Häuseridyllen Alt-Hamburgs entstand damals. 1925 wurde er Leiter des graphischen Ateliers des Vogel-Verlages in Pößneck/Thür.
Neben seiner beruflichen Tätigkeit entstanden Zeichnungen, Radierungen und Aquarelle aus der Thüringer Heimat und zahlreiche Illustrationen zu Büchern, Spielen und Zeitschriften. In den 20er Jahren entstanden Stadtansichten von Gera. 1941 wurde er erneut zum Kriegsdienst eingezogen und als amtlicher Berichterstatter nach Frankreich gesandt. Aus dieser Zeit stammen Landschaftsbilder und Stadtidyllen aus der Bretagne, Provence und aus Paris.
Nach 1945 verschlug es ihn nach Coburg, wo er als freischaffender Illustrator wirkte. Es entstanden u. a. Wandgemälde an öffentlichen Gebäuden, Werbeprospekte für Industriefirmen und Gebrauchsgraphiken für Holz und Porzellan. Bis zu seinem Lebensende blieb er seiner Liebe zur Landschaftsmalerei treu. Seinen Künstlernamen wählte er zu Ehren seiner Heimatstadt Gera.
Aus seiner Ehe mit Klara Hedwig Wally, geb. Seidemann, gingen zwei Kinder hervor.

## Einzelnachweis
1. ↑  Helga Schubert: Kleine Schmuckstücke für die Sammlung. In: neuesgera.de. Neues Gera – Verlag Dr. Frank, 1. August 2008, ehemals im Original (nicht mehr online verfügbar); abgerufen am 18. August 2018. (Seite nicht mehr abrufbar. Suche in Webarchiven)

| Personendaten    | Personendaten                          |
| ---------------- | -------------------------------------- |
| NAME             | Müller-Gera, Willy                     |
| ALTERNATIVNAMEN  | Müller, Wilhelm Paul (wirklicher Name) |
| KURZBESCHREIBUNG | deutscher Maler und Graphiker          |
| GEBURTSDATUM     | 17. September 1887                     |
| GEBURTSORT       | Gera                                   |
| STERBEDATUM      | 28. Dezember 1981                      |
| STERBEORT        | Rödental                               |